# 市民科学

市民科学（しみんかがく、英: citizen science）、もしくはシチズン・サイエンス、クラウド・サイエンスとは、全面的もしくは部分的にアマチュア科学者によって行われる科学研究を指す。「科学研究への公衆の関与」、「参加型モニタリング (participatory monitoring)」、「参加型アクション・リサーチ (participatory action research)」と説明されることがある。

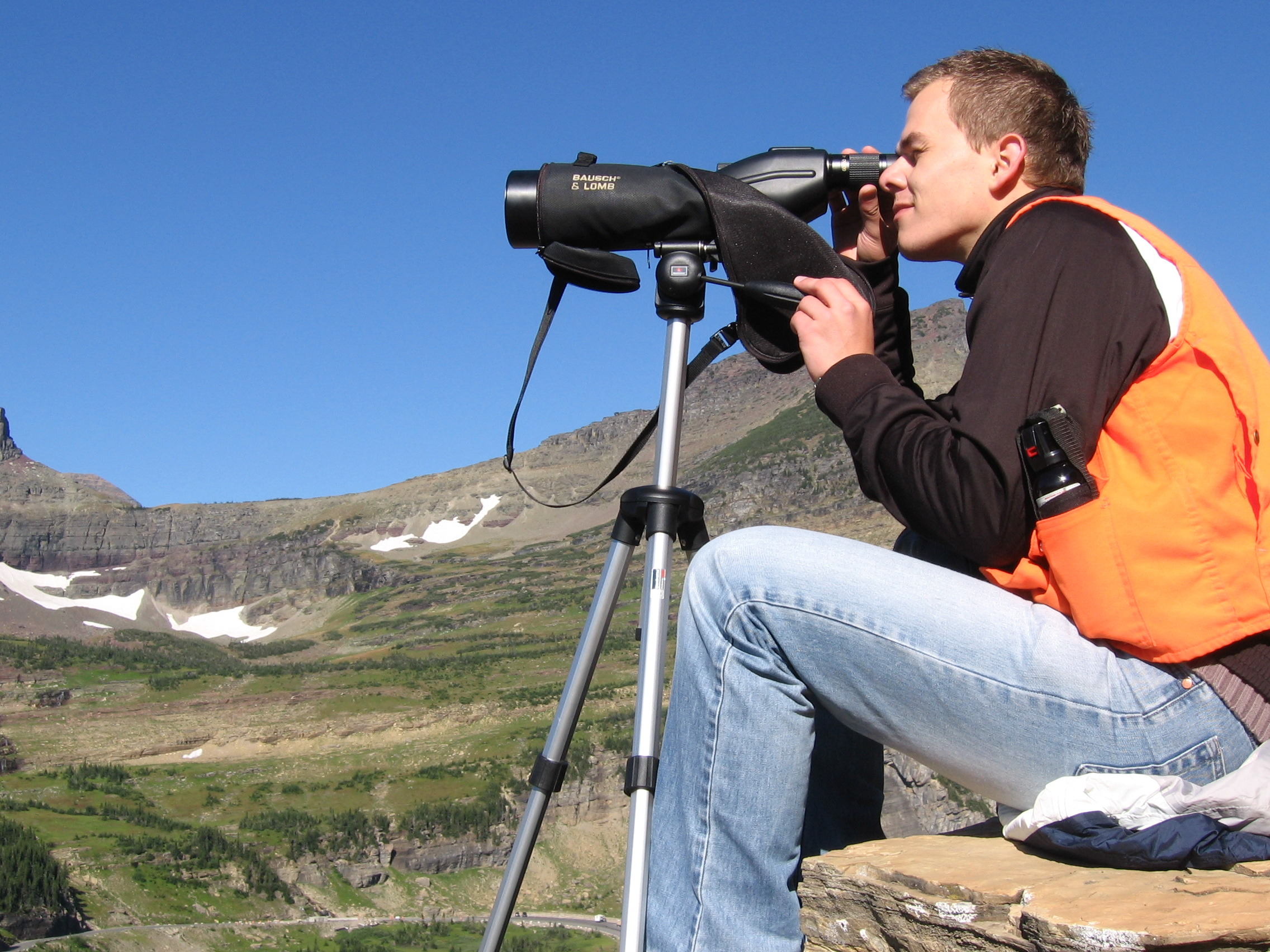
米国グレイシャー国立公園の市民科学プログラムの一環として、ローガン峠近辺の崖を上っているシロイワヤギをフィールドスコープで観察中

## 定義
「citizen science（市民科学）」という言葉は複数の起源を持ち、概念としても幅がある。この語を定義する最初の試みは、1990年代の半ばに米国のリック・ボニーと英国のアラン・アーウィンによって独立に行われた。社会学者であったアーウィンは市民科学を「科学における市民の役割に関する発展途上の概念で、特に科学研究や科学政策のプロセスを市民に開放する必要性を言ったもの」と定義した。アーウィンは市民と科学の関係が持つ二つの側面を明確化しようとした。科学は市民の関心や需要に応えるべきだということと、市民自身が信頼性のある科学知識の生産に参加しうるということである。鳥類学者ボニーはアーウィンの研究を知らずに、バードウォッチング愛好家のような非科学者がボランティアとして科学的なデータ収集に貢献するプロジェクトとして市民科学を定義した。ボニーの定義はアーウィンの概念より狭く、市民の役割を科学研究に限定するものであった。
「citizen science」および「citizen scientists（市民科学者）」の語句は2014年6月にオックスフォード英語辞典に収録された。「citizen science」は「一般市民によって行われる科学的活動。しばしば職業科学者や研究機関との協調により、もしくはその指導の下で行われる」と定義された。「citizen scientist」の定義は「(a) 科学コミュニティのみならず一般社会の利益に貢献するという責任感を持って研究を行う科学者（現在ではまれ）、(b) 公衆の一員で科学研究に携わるもの。しばしば職業科学者や研究機関との協調により、もしくはその指導の下で活動する。アマチュア科学者」であった。(a) の用例は『ニュー・サイエンティスト』誌の1979年10月号に掲載されたUFO研究の記事などに見ることができる。
ウイルソン・センターから発行された政策リポート「市民科学と政策: ヨーロッパの視点」において、Muki Haklayは「citizen science」という用語のもう一つの初出として『MITテクノロジーレビュー』誌（1989年1月号）のR・カーソンを挙げた。
科学へのこの新しい参加形態には「市民科学」の名が与えられた。記録の上で、この言葉の最初の用例は1989年まで遡る。全米オーデュボン協会が酸性雨に対する意識向上キャンペーンを実施した際、アメリカ全国のボランティア225人が雨試料を採取したことへの表現であった。ボランティアは試料を採取し、酸度を検査し、結果をオーデュボン協会へ報告した。集められた情報から酸性雨現象の全容が明らかになった。—Muki Haklay、Citizen Science and Policy: A European Perspective, 2015
市民科学の推進を目標とするプロジェクトSocientize.euは、2013年に欧州委員会のデジタル科学ユニットに対して「市民科学に関する緑書」を提出した。緑書では市民科学が以下のように定義された。
一般市民が科学研究活動に参加し、知的営為や地域的な知識をもって、あるいは所有するツールやリソースを用いて、能動的に科学に貢献することを指す。市民参加者は研究者に対して実験データや便益を提供したり、新たな課題を提起し、共同して科学の新しい文化を創造する。参加者は自ら価値を創造する一方で、魅力的な方法によって新しい知識と技能を習得し、研究について理解を深めることができる。このオープンでネットワーク化された学際的な活動モデルにより、科学・社会・政策の協働が進み、エビデンスに基づく意思決定を前提とした民主的な研究が行われる。—Green paper on Citizen Science for Europe: Towards a society of empowered citizens and enhanced research 
市民科学の担い手は個人であることも、集団やボランティアのネットワークであることもある。市民科学者が職業科学者と協力して共通の目的を追求することも多い。科学者は大規模なボランティアのネットワークと協同することで、ほかの方法では費用や時間がかかり過ぎるような課題をも達成することができる。
多くの市民科学プロジェクトは教育やアウトリーチを目標としている。そのようなプロジェクトは正式な学校教育の中で実施されることもあれば、博物館のようなインフォーマルな教育環境で実施されることもある。
市民科学は1970年代から40年かけて発展を遂げた。近年の市民科学プロジェクトは、科学的に正しい実践を行うことと、測定可能な目標を掲げて一般への啓蒙を行うことに力点を置くようになっている。現代の市民科学が過去の取り組みともっとも異なるのは、一般の参加が容易となり、その結果大規模化が進んだ点である。このような技術の進歩は、近年市民科学が急速な進展を遂げた要因の一つでもある。
2015年3月、アメリカ合衆国科学技術政策局は「市民科学とクラウドソーシングによる生徒等の能力開発」と題する概況報告書を発行した。そこではこのように述べられていた。
市民科学やクラウドソーシングに基づくプロジェクトは、科学、技術、工学、数学（STEM）分野で競争力を持つために必要な技能を生徒に身につけさせる有力な手段である。たとえば市民科学に参加した生徒は、本物の科学活動を行う実践的な経験が得られ、多くの場合その学びは伝統的な教室環境の外で行われる。オバマ政権、および産業界に非営利団体などが加わった大きな共同体は、第5回ホワイトハウス・サイエンスフェアの一環として、より多くの生徒や社会人が市民科学やクラウドソーシングのプロジェクトを通じて科学の現場に参加できるよう、新たな施策を発表する予定である。—Fact Sheet: Empowering Students and Others through Citizen Science and Crowdsourcing, 2015
概況報告書で挙げられた施策の一つは、ホワイトハウスガーデンに雨量計を設置して、降水量測定を目的とする市民科学プロジェクトへの貢献を行うというものであった。

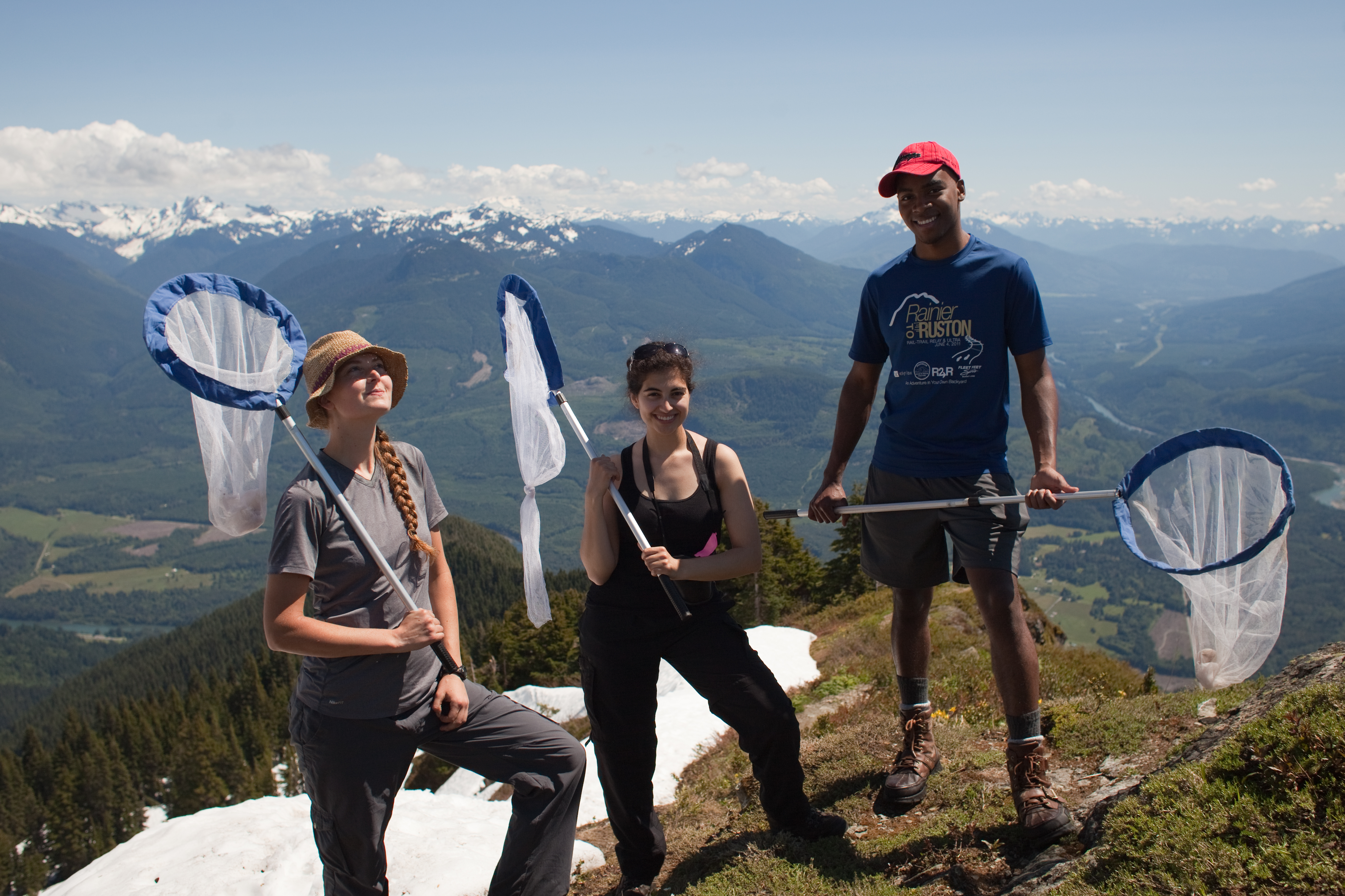
カスケード・バタフライ・シチズン・サイエンス・チームの構成員。

2016年5月、市民科学協会はユビキティ・プレスと共同でオープンアクセスジャーナル『シチズン・サイエンス: セオリー・アンド・プラクティス』を創刊した。創刊号には研究論文5編、評論2篇、事例研究1篇が掲載された。論説「市民科学の理論と実践: 新雑誌の創刊にあたって」では次のような主張がなされた。
本誌は市民科学活動の質と影響力を高めることを目指して、実施形態や学問分野を問わずに市民科学という概念を深く探究する場を提供する。様々な市民科学の取り組みで得られた発見を吟味し、批評し、共有することによって、市民科学の理論的基盤や仮定を掘り下げたり、実践や成果を批判的に分析することが可能になる。探究の対象としては、方法やアプローチ、費用と便益、影響や課題などが考えられ、これにより環境科学、公共衛生学、物理学、生化学、地域開発、社会正義、民主主義、さらにその他の分野において、市民科学が果たしうる役割をより良く理解できるようになるだろう。—The Theory and Practice of Citizen Science: Launching a New Journal

### その他の定義
市民科学の定義はほかにも提案されている。例として、コーネル大学のコミュニケーション学・科学技術社会論学部に所属するブルース・ルウェンスタインは定義として考えられるものを三種類挙げた。
- 科学者ではない一般人が、科学的プロトコルに則ったデータ収集の過程や、データの利用や解析の過程に参加すること。
- 科学技術の要素を含む政策問題に関して、科学者ではない一般人が実際の政策決定に参与すること。
- 科学の研究者が民主的な政策過程に参与すること。

さらに別の定義を用いる学者としては、フランク・フォンヒッペル、スティーブン・シュナイダー、ニール・レーン、ジョン・ベックウィズが挙げられる。また「シビック・サイエンス（サイエンティスト）」という用語も提案されている。
さらに、ユニヴァーシティ・カレッジ・ロンドンのMuki Haklayは市民科学における市民の関与の程度を以下のように分類した。
クラウドソーシング clowdsourcing（レベル1）市民がセンサの役割を果たす。
分散インテリジェンス distributed intelligence（レベル2）市民が基礎的なデータの解釈も行う。
参加型科学 participatory science（レベル3）問題の定義づけやデータの収集にも市民が関与する。
徹底した市民科学 extreme citizen science（レベル4）市民と科学者が共同で問題の定義づけやデータの収集と解析を行う。
一般向けのオンラインメディアMashableは、2014年に公開した記事で市民科学者を「職業科学者との協力のもと、科学研究のために自ら時間とリソースを提供する人」と説明した。

### 関連分野
スマートシティ時代においては、市民科学もWebGISなどのウェブベースのツールを基盤とするものが一般的となり、シチズン・サイバーサイエンスという呼び方も生まれた。SETI@homeのように、インターネットによる分散コンピューティングを利用するプロジェクトもある。それらは一般に受動的な参加形態を取っており、ボランティアのコンピュータが自動で計算タスクを行うのみであって、プログラムの初期設定を除けばほとんどボランティア個人が関与することはない。そのようなプロジェクトが市民科学の範疇に入るかどうかは議論がある。
自動撮影された銀河の写真をボランティアが視認で分類するアマチュア天文学のプロジェクト、Galaxy Zooの共同創設者である天体物理学者ケヴィン・シャヴィンスキは以下のように述べた。
我々はこのプロジェクトを市民科学と呼びたい。それが実体をよく表しているからだ。あなたは普通の市民だが、科学研究を行うのだ。クラウドソーシングと呼ぶと、どうも参加者がクラウドの一員でしかないように聞こえる。実際はそうではない。共同研究者なのだ。あなたはプロジェクトに参加することで、科学研究の過程に能動的に関与することになる。
さらにシャヴィンスキはSETI@homeを引き合いに出してこう述べた。
Galaxy Zooのボランティアは実際の仕事をする。コンピュータにプログラムを実行させながら、誰よりも早く宇宙人を発見するのを夢見ているだけの受動的な人々ではない。彼らはこのプロジェクトから得られる科学的知識に投資している。つまり私たちが何をしようとしているか、何を発見したかに関心を持っているのだ。
市民科学運動の中からは、政策形成過程に市民を参加させる動き (citizen policy) も生まれてきた。べサニー・ブルックシャイア（筆名SciCurious）は以下のように書いた。「もし市民が、科学がもたらす利益や潜在的な危険とうまく付き合っていこうとするなら（大多数はそうだろうが）、科学技術の変遷や進歩について知識を持つだけではなく、自分たちの生活を左右する科学政策に対して影響力を確保することがとてつもなく重要である」

### 制約
合衆国国立公園局が2008年に発刊した研究レポートにおいて、B・A・テレンとR・K・シエットは、ボランティアによって作成されたデータの有効性について、先行文献で以下のような懸念が報告されていたと述べた。
- ボランティアが行うべきではなさそうなプロジェクトとして、複雑な研究手法を用いるものや、困難だったり反復的な作業を要するものなどがある。
- ボランティアが研究やモニタリングのプロトコルについて適切な訓練を受けていなければ、データにバイアスが混入する恐れがある。
- 参加者はデータをねつ造する可能性がある。参加者へのインセンティブとして褒賞が出されるならその危険はいっそう増大する。

特にデータの正確性についての問題は未解決なままである。市民科学プロジェクトのロスト・レディバグを創設したジョン・ロージーは、適切に管理を行う限り、データの質の問題は費用対効果の高さによって埋め合わされると主張した。

#### 法規
2015年3月、ワイオミング州は新法（州上院法案12および80）を成立させ、合衆国政府の科学プログラムの一環として調査を行っている場合であっても不法侵入に関する法が適用されることを明確にした。法制化のきっかけは、民間環境団体が水質調査のために私有地に無断侵入したという訴訟問題であった。法律に関するニュースサイト『コートハウス・ニュース・サービス』はこの件を「ワイオミング、市民科学を非合法化」という見出しで伝えた。

## 倫理
市民科学の倫理問題を取り扱った研究は多数発表されており、題材としては知的財産権やプロジェクトデザインなどがある（例）。コーネル大学鳥類学研究所を拠点とする市民科学協会（CSA）や、ベルリンのフンボルト博物館を拠点とする欧州市民科学協会（ECSA）は、それぞれ市民科学の倫理学と理念についてのワーキンググループを設置している。
2015年9月、ECSAは『市民科学の原則10条』を発表した。策定を行ったのはロンドン自然史博物館が主導するECSAの「ベスト・プラクティスの共有とキャパシティ・ビルディング」ワーキンググループで、ECSAの会員からも広く意見が募られた。10条は以下の通りである。
インターネットを利用したクラウドソーシングについて、M・グレイバーとA・グレイバーは『ジャーナル・オブ・メディカル・エシックス』誌上で医療倫理の面から疑問を投げかけている。グレイバーらは特に、ゲーム要素の効果と、タンパク質の折り畳みをパズルゲーム化したクラウドソーシングプロジェクトであるFolditとを詳細に検討し、結論としてこう述べた。「ゲーム要素には潜在的な負の効果がある。自由意思によらずにユーザーをプロジェクトに引き込むというものである」

### 経済価値
ボニーらは「市民科学は科学の公衆理解を促進するか？」と題した2016年の研究論文で、市民科学の経済価値に対する統計的な分析を2編の論文から引用した。そのうちの一篇、ザウエルマンとフランゾーニによる2015年の論文「クラウドサイエンスにおけるユーザーの寄与パターンとその含意」では、市民科学のウェブ・ポータルであるズーニバース (Zooniverse) 上で進行しているプロジェクトのうち7件について金銭的価値が見積もられた。2010年中の180日間に100,386人のユーザーが参加し、129,540時間の無償労働を行ったことが明らかになった。研究者の基本給である時給12ドルで見積もると、一般参加者の貢献は総計1,554,474ドル、プロジェクト1件当たり222,068ドルに換算される。ただし、個々のプロジェクトへの貢献額は22,717ドルから654,130ドルまでの幅があった。
ボニーらが引用したもう一篇の論文「世界的な変化と地域的な解答: 生物多様性研究の中で市民科学の潜在的な可能性を引き出す」はシーオボールドらが2015年に出したもので、そこでは生物多様性に関するユニークなプロジェクト388件が調査された。ボランティア参加者数の総計は年間で136万人から228万人の間、それぞれが費やした時間を平均すると年間で21～24時間にのぼり、ボランティアの労働による貢献には年間6億6700万ドルから25億ドルの価値があると見積もられた。ただし、この調査が対象としたのは英語で報告され、オンラインの主要な市民科学コミュニティで活動が行われているものに限定されているため、全世界ではこれらの統計はさらに膨らむと考えられる。

## 歴史
「市民科学」というのはごく近年に登場した言葉だが、それに相当する実践は古くから見られる。20世紀以前には、科学とはアイザック・ニュートン、ベンジャミン・フランクリン、チャールズ・ダーウィン、アレキサンダー・グラハム・ベル、トーマス・アルバ・エジソンなどの「紳士科学者 (gentleman scientist)」、すなわち自己資金で研究を行うアマチュア研究者による個人的な探究活動だった。20世紀中ごろになると、大学や政府の研究機関に雇われた研究者が科学の世界の大勢を占めるようになった。1970年代にはこの流れに疑問が提示された。哲学者ポール・ファイヤアーベントは「科学の民主化」を進めるよう訴えた。 生化学者エルヴィン・シャルガフは、デカルト、ニュートン、ライプニッツ、ビュフォン、ダーウィンらの伝統を受け継ぐ自然愛好家の手に科学を取り戻し、「金儲け本位の技術官僚ではなくアマチュアリズム」が支配する科学を実現しようと主張した。
2016年の研究によれば、市民科学は主にデータの収集と分類の方法論として利用されており、最も大きい影響を受けた研究分野は生物学、環境保護、生態学である。非専門家が生物調査や外来生物の駆除などの環境保護活動を行う例は従来から見られたが、近年では職業的な研究者が市民と共同で科学研究を行うという体制が定着してきた。

### 観測天文学

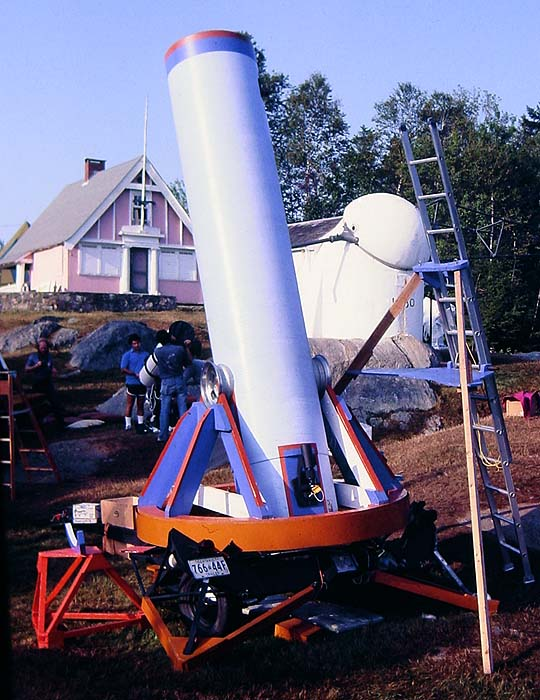
アマチュア天文学者は私的に観測設備を設置したり、天体観望会や愛好者の集いを主催することがある。写真は1920年代以来の歴史があるStellafaneコンベンション。

観測天文学は過去から現代にいたるまでアマチュアの寄与が大きい分野である。
アマチュア天文学者は共同して多様な天体や天象の観測を行う。時には自作の観測機器を用いることもある。一般的な観察対象には月、惑星、恒星、彗星、流星群のほか、星団や銀河、星雲などの遠距離天体がある。彗星や恒星の観察を通じて、地域的なスカイグローの度合いの指標を得ることもある。夜空を撮影する天体写真もアマチュア天文学の一分野である。
1911年に創設されたアメリカ変光星観測者協会は、職業的な天文学者とアマチュアの共同を掲げる非営利組織で、教育や研究のために100か国以上から変光星の観測データを集めている。

### 理論
古代から思考実験や理論科学は知識、思考力、筆記用具のみで始められることから、大学や研究機関に所属しないアマチュア学者も大きな成果を残している。近代以降は数学や物理学が基礎教育となり、理論を記した書籍も多く刊行され、知識へのアクセスが容易となり、趣味として取り組む例が見られるようになった。
理論天文学の分野においては、ヤルコフスキー効果を見いだしたイワン・オシポビッチ・ヤルコフスキーは土木技師であったが、趣味で様々な科学の問題に取り組んでいた。
アルベルト・アインシュタインは大学卒業後にポストが得られず、スイスの特許庁で働きながら「光量子仮説」「ブラウン運動」「特殊相対性理論」に関連する重要な論文を発表している。また科学や哲学の愛好家グループ「アカデミー・オリンピア」を結成している。

### 生物学

#### バタフライ・カウント
一般人がチョウの生息域や相対豊富度の研究に参加するバタフライ・カウントという取り組みは長い伝統を持っている。歴史の長いバタフライ・カウント・プログラムには、UKバタフライ・モニタリング・スキーム（1976年開始）、北アメリカチョウ類協会によるバタフライ・カウント・プログラム（1975年開始）の二つがある。一般参加者がチョウを観測するプロトコルはさまざまで、プロジェクトによって異なる方法が採用される。メリーランド大学が主導する北米バタフライ・モニタリング・ネットワークはプロトコルを次の五種類に分類している。
1. 限定的な調査地（トランセクトやプロットなど）を定期的に調査する方法。
2. やや広い地域を隅々まで調査する方法。「カウント」など。
3. 多くの調査者により、州レベルの広大な地域に生息する種の全貌を明らかにするアトラス・プロジェクト。
4. 調査地や対象種を限定せず、任意の偶発的な目撃情報を収集する方法。
5. 北米で最も注目されるオオカバマダラ種（英: monarch、モナーク）を対象とした調査。

渡りチョウとして知られるオオカバマダラを対象とするプログラムの例としては、全米規模のモナーク・ウォッチや、地域的なケープ・メイ・モナーク・モニタリング・プロジェクトが挙げられる。これらは秋にメキシコの越冬地へ南下する個体をカウントする。
オーストリアのプロジェクトViel-Falterは、事前に指導を受けた6歳から20歳までの生徒が監督の下でチョウの観察を行った場合に、どの程度までシステマティックなデータ収集が可能か、またそのようなデータを基にして恒久的なモニタリングシステムを構築するにはどうしたらいいかを研究した。その結果によると、一部の種や種群の同定に不確かさがあるものの、生徒が集めたデータは生息地の質をおおむね正しく予測することができたという。

#### 鳥類学
市民科学プロジェクトは科学研究に寄与することに重点を置くようになってきている。北米鳥類フェノロジープログラムは、アメリカで市民が共同して行う鳥類学調査の取り組みとして最初のものだと思われる。このプログラムは1883年に端を発し、ウェルス・クックによって発起された。クックは鳥の渡りの記録を収集するために北米全土の観察家のネットワークを構築した。1900年から開催されている全米オーデュボン協会のクリスマス・バード・カウントもまた、長い伝統を持ち現在でも続いている市民科学の一例である。市民科学者が集めたデータは職業的な研究者によって分析され、鳥類の個体数や生物多様性指標を算出するために用いられる。
猛禽類の渡りについての研究はホークウォッチングのコミュニティが集めるデータに依拠している。多くがボランティアからなるホークウォッチャーは、北米中の調査サイトにおいて、春と秋のシーズンにハイタカ、ノスリ、ハヤブサ、チュウヒ、トビ、ワシ、ミサゴ、コンドル、その他の猛禽類の渡りをカウントする。日ごとのデータはhawkcount.orgにアップロードされ、職業科学者と一般人が等しく閲覧することができる。
これらの指標は、環境管理、資源の割り当て、および政策企画に必要な情報を得る上で有用なツールとなりうる。たとえば、ヨーロッパにおける繁殖鳥類調査のデータを用いて算定される「農地鳥類指標」は、欧州連合によって持続可能な発展に関する構造指標の一つとして採用されている。これは政府によるモニタリングに対する安価な代替手段となる。
同様に、バードライフ・オーストラリアのプロジェクトの中で市民科学者が収集したデータは、初めて制定された「オーストラリア陸生鳥類指標」の算定に用いられた。

#### 新種
SNSに投稿された画像に写った生物が新種だった事例もあり、多数の市民が参加することで発見までの時間短縮が期待されている。
2021年、Twitterに投稿されたダニの写真を調査したところ、ササラダニ類の新種だったことが判明し「Ameronothrus twitter」と命名された。
各地の愛好家による昆虫採集や標本作製はそのままデータの蓄積となり、環境の変化を追跡する上で指針となる。

#### 外来生物の調査
外来生物の調査は、通常の手法では予算の都合で期間や範囲が限られるが、市民から目撃情報を募ることでこのような制約から解放される。
京都大学助教授の宇高寛子、NHK Eテレの『サイエンスZERO』では、2018年4月よりマダラコウラナメクジの目撃情報を募集している。これは過去に日本へ侵入した外来種のキイロナメクジ、チャコウラナメクジの消長と合わせて、外来生物の分布動向や、市民科学の手法を研究する目的も兼ねている。

### 環境

#### 海洋学
市民科学のコンセプトは海洋にも広がっており、海洋ダイナミクスの解明や漂流・漂着ごみの追跡が題材とされている。その一例であるモバイルアプリMarine Debris Trackerはアメリカ海洋大気庁とジョージア大学の共同事業である。長期的なサンプリングの取り組みの例として、連続プランクトン採集器などは1931年から折に触れて様々な船によって曳航されてきた。一般の船員が採集したプランクトンの遺伝子解析を行って海洋微生物の構造と機能の理解を深めようという試みは、2013年に市民科学プロジェクト、インディゴ・V・エクスペディションズによって先鞭をつけられた。

#### サンゴ礁研究
近年サンゴ礁研究の分野でも市民科学が発展した。たとえば、モニタリング・スルー・メニー・アイズ（多数の目によるモニタリング）プロジェクトは、水面下で撮影した数千枚に上るグレート・バリア・リーフの画像をつなぎ合わせ、リーフの健康を表す指標を抽出するためのインターフェースを作製した。
そのほか、アメリカ海洋大気庁は市民科学ボランティアに門戸を開いている。参加者はアメリカ国立海洋保護区で測定を行い、データを様々な海洋生物学プロジェクトに提供することができる。この措置により、海洋大気庁は2016年中に市民科学者から137,000時間分の研究活動に相当する貢献を受けた。

### 水文学
市民科学は水文学（流域科学）において、特に洪水リスクや水質、水資源管理の分野に価値あるデータを提供してきた。インターネットの利用とスマートフォンの所有が普及した結果、たとえばソーシャルメディアやウェブフォームを使うことで、洪水リスクについての情報を収集し、リアルタイムで共有することができるようになった。従来からデータ収集の手法は十分に確立されているが、市民科学は地域レベルでのデータの欠落を補うために用いられており、それゆえに個々のコミュニティにとって大きな意味を持っている。特に鉄砲水のようなまれな現象の最中には、科学者が現地観測を行うことは期待できないため、公衆の目撃情報に基づく市民科学の方が有用だということが示されている。

### 人文・社会

#### 美術史
市民科学は自然科学の分野で長い伝統があるが、現代では美術史のような学問分野でも市民科学のプロジェクトが行われている。たとえば、ズーニバースプロジェクトの一つであるAnnoTateは、英国生まれ、もしくは英国に移民した美術家の私文書を読み取ってテキスト化するためのツールで、テート・ブリテンに収蔵されている文書が対象である。ゲームを通じた人間ベース計算のプロジェクトARTigoは、美術史分野におけるもう一つの例である。ARTigoはプレイヤーに絵画作品の画像を提示し、入力された語句から絵画の意味論的データを収集する。これらの語句からARTigoは自動的に絵画の意味検索エンジンを構築する。

### 工学
近年の技術の進歩は市民科学の選択肢を広げた。現代の市民科学者は、個人レベルの実験のためであっても、より大きいプロジェクトに供するためであっても、データ収集用の測定機器を個人で作製することが可能である。アマチュア無線（商用としては全く使い物にならないと思われた短波が実は低電力無線通信に最適と実証した）やメイカームーブメントにその風潮を見ることができる。ごく最近には、科学者ジョシュア・ピアースが、市民科学者と職業的科学者の両者が共有できるようにオープンソースハードウェア・ベースで科学機器を製造し、さらに3Dプリンターのようなデジタルマニュファクチャリング技術で複製を可能とするように提言した。このアプローチにより、科学機器のコストが大幅に削減できることが複数の研究から示されている。このアプローチに基づいて製作された機器の例は、水質試験、硝酸塩などを対象とする環境試験、基礎的な生物学や光学などの分野で見られる。市民科学者が安価なDIY技術を用いて環境問題の調査を行う方法を学ぶためのコミュニティであるパブリック・ラボは、このアプローチを体現するグループの一つである。

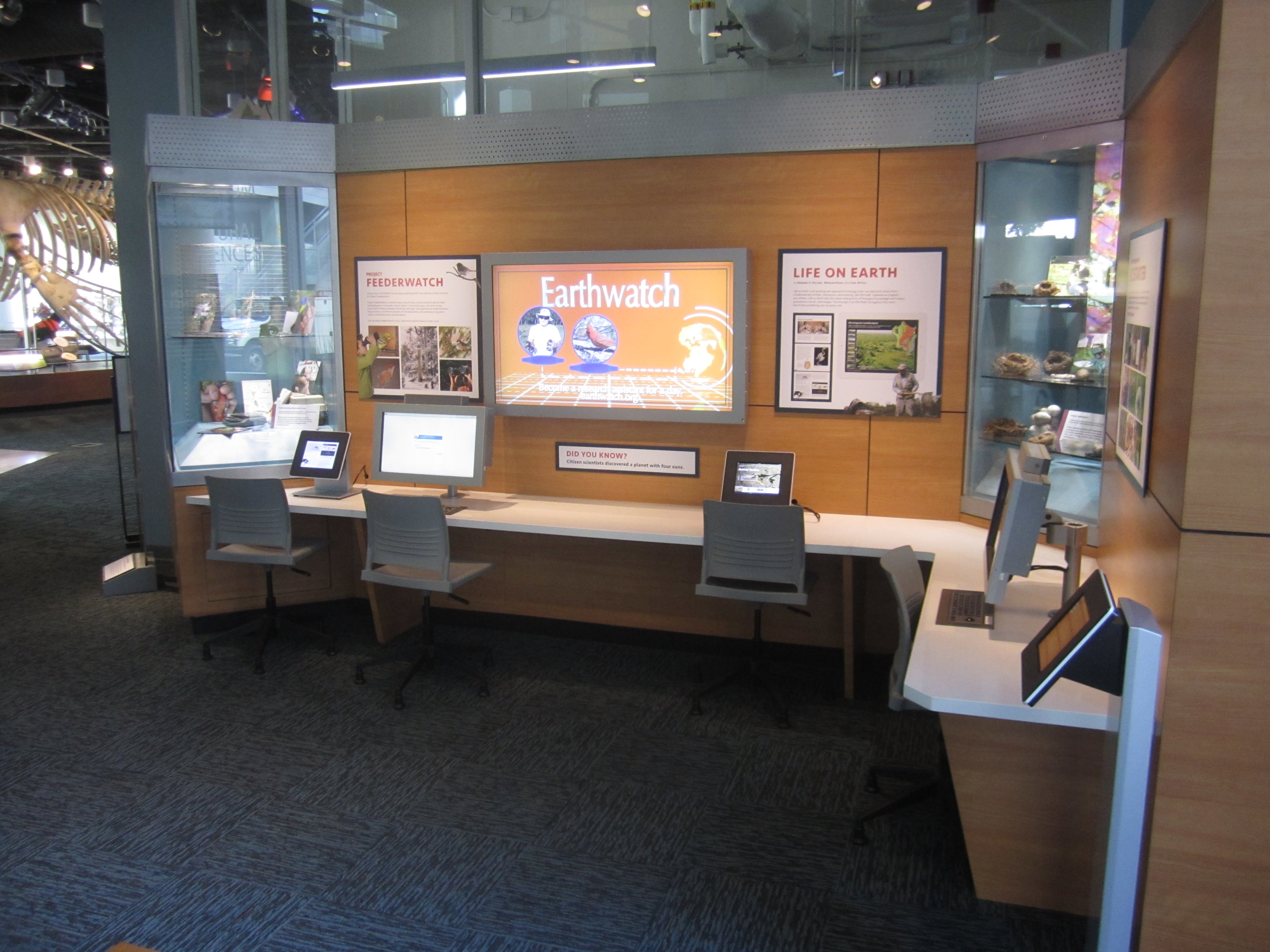
北カリフォルニア自然科学博物館、自然研究センター・ウィング内にある市民科学センターの展示。

動画技術も市民科学に活用されている。ノースカロライナ自然科学博物館の自然研究センター・ウィング内にある市民科学センターでは、科学研究に参加して市民科学者となるにはどうすればいいかを動画で展示している。たとえば、来館者は同館の付属施設プレーリー・リッジ・エコステーションに置かれた鳥の餌箱をライブカメラで観察して、見つけた種を記録することができる。
2005年に開始されたジェノグラフィック・プロジェクトは、最新の遺伝子技術を利用して人類の歴史についての知識を広げる試みだが、公衆を研究に関与させるためにDNA検査を用いるという革新性により、新しいタイプの「市民科学者」を生み出してきた。活動内容には系譜学的遺伝子検査の支援・組織化・普及活動がある。アマチュア天文学と同様に、遺伝子系譜学国際協会のようなボランティア団体から支援を受けた市民科学者は、職業科学者のコミュニティに価値ある情報や研究活動を提供してきた。
無人航空機の登場により、市民科学はさらなる進歩を遂げた。一例として、欧州宇宙機関がリリースしたスマートフォンアプリ、AstroDroneはパロット社のAR.Droneに自動でデータ収集を行わせることができる。
合衆国ロケット・アカデミーが主催するシチズン・イン・スペース (CIS) は、市民科学と市民宇宙探査を一体化させたプロジェクトである。CISは現在開発中の弾道飛行用再使用型宇宙往還機の観測機器操作員（ペイロード・オペレータ）を務める市民乗組員を養成している。CISはまた、その宇宙船に搭載する市民科学プロジェクト用観測機器の開発を行うとともに、一般にも観測機器の開発を訴えていくことになる。CISはXCORエアロスペースが開発していたリンクス宇宙船によって10回の飛行を行う契約を交わしたほか、将来的にリンクスその他の弾道飛行用宇宙船によってさらなる飛行を行うことを計画している。「低コストの弾道飛行用再使用型宇宙往還機の開発は、宇宙探査と宇宙科学への市民参加という大きな進歩をもたらす」というのがCISの信条である。

### インターネット
インターネットを中心とするICT基盤の進展とともに、市民科学は大きく姿を変え、新たな注目を集めることになった。これによって可能となった新しい貢献の形としてはゲーミフィケーションがある。NASAが製作したゲームClickworkersはインターネットを通じた市民科学実験として最初期のものである。Clickworkersは一般の公衆に画像の分類を行わせることで、大規模なデータセットを解析するのに必要な時間を大幅に低減させた。ほかに初期の例としては、オーストラリア沿岸共同研究センターが2003年に開始したCitizen Science Toolboxがある。最も広くプレイされた市民科学ゲームの一つであるEyewireはマサチューセッツ工科大学が開発した脳機能マッピング・パズルゲームで、2016年現在20万人のプレイヤーがいる。そのほか、オーフス大学のドリヴン・コミュニティ・リサーチ・センターが開発したゲームQuantum Movesは、オンライン・コミュニティの取り組みによって量子力学の問題を解こうとするものである。Quantum Movesのプレイヤーが発見した解は大規模量子コンピュータを構築するための計算アルゴリズムとして用いられる。
より一般的には、有給の市民がAmazonのMechanical Turkを用いてデータの生成、収拾、処理を行う例が多い。このようなサービスを通じた活動は報酬への欲求に影響されやすいため、そのデータに信頼性があるかどうかは意見が分かれる。しかし、Mechanical Turkを採用すると、多様な背景を持った参加者をすぐに集めることができ、従来のデータ収集法に比べて比較的正確なデータが得られる。
またインターネットは、市民科学者が集めたデータを職業科学者が分析する仕組みを発展させた。現在、数多くの市民科学ネットワークが、各地の動植物に対する地球温暖化の影響などを探るために自然界の周期的事象（季節学）を観察したり、天然資源管理のためのモニタリング・プログラムを行っている。節足動物の観察記録を共有するナチュラリストのコミュニティBugGuide.Netでは、アマ・プロの研究者が分析に貢献する。2014年10月までに27,846人によって808,718枚の画像がBugGuideに投稿された。

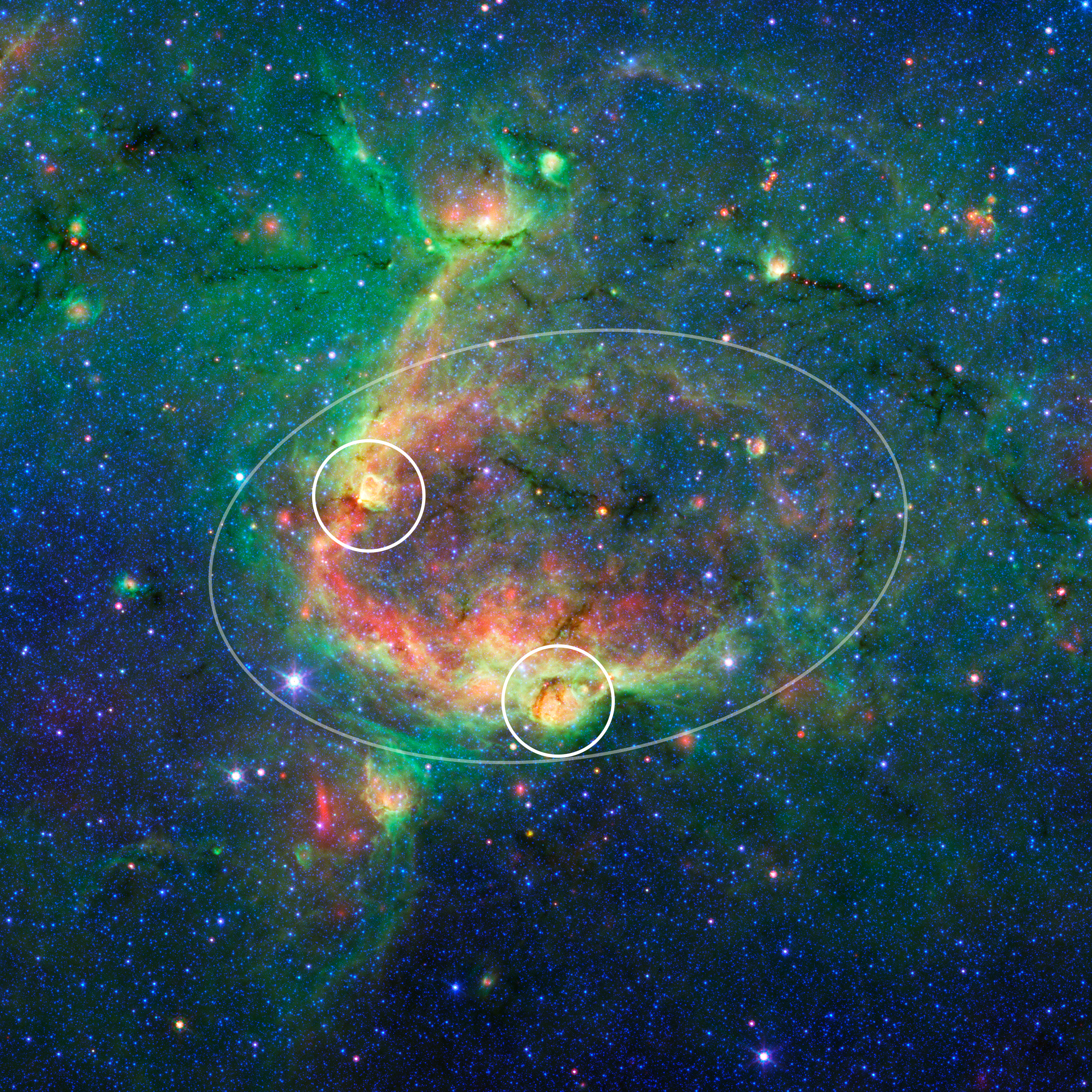
NASAとJPLによる階層化された泡構造の画像。ズーニバースの一員であるミルキーウェイ・プロジェクトより。

Zooniverseはネット上でもっとも規模が大きく、人気が高く、成功を収めた市民科学プロジェクトが集まるポータルである。ズーニバースとそれがホストする一群のプロジェクトは市民科学協会（CSA）によって制作・管理・展開が行われている。CSAの加入団体は、世界各国にたくさん存在する学術的・民間パートナーと連携してボランティアの活動と能力を利用するプロジェクトを製作し、科学者たちが直面している膨大なデータの奔流に対処しようとしている。2015年6月29日、ズーニバースは登録ユーザーなら誰でもプロジェクトを作成できるようなツールを追加した新バージョンのソフトウェアをリリースした。任意の認証プロセスを経れば、所有するプロジェクトをズーニバースのウェブサイト上のリストに載せ、コミュニティの一員となることができる。
パメラ・L・ゲイは、「宇宙についての理解を前進させることを共に目指す人々のコミュニティを作ること、科学に携わりながら、その活動にどんな意味があるのか、どんな問への答を見つけようとしているかを説明できる人々のコミュニティを作ること」を目的とするウェブサイト、CosmoQuestを所有している。
CrowdCraftingはボランティアが画像の分類・解読・ジオコーディングなどの作業を担うプロジェクトを作成・運営するためのプラットフォームで、クラウドソーシングのために開発されたフリーなオープンソースのフレームワークであるPyBossaを利用している。
プロジェクト・スーズ（Soothe=鎮める）はエディンバラ大学をベースとする市民科学の研究プロジェクトである。その狙いは、一般からの投稿によって気持ちを落ち着かせる画像を集め、将来の心理療法や研究に役立てることである。2015年以来、プロジェクト・スーズは23か国から600枚以上の画像の投稿を受けている。12歳以上ならば誰でも参加資格があり、以下のどちらかの方法によって参加することができる。(1) 自分が撮った写真を投稿して、見ると気持ちが落ち着く理由を説明する。(2) 世界中から投稿された写真を見て、どの程度気持ちが落ち着くか点数化する。

#### スマートフォン
スマートフォン技術の発展により通信容量と普及率が向上したことで、市民科学の可能性は大幅に広がった。その例には、iNaturalist、サンフランシスコ・プロジェクト、WildLab、プロジェクト・ノア、Aurorasurusがある。たとえばTwitterやFacebookとスマートフォンは誰もが利用できるため、市民科学者にとって有用なツールとなった。2016年に「スティーブ (STEVE)」というあだ名の新種のオーロラが発見され、広められたのはそのおかげである。
鳥、海洋野生生物などの生物、その他光害などをモニタリングするためのスマートフォンアプリも存在する。2002年に開始された野鳥観察プロジェクトeBirdは、当初は月間20万件ほどの報告数に止まっていたが、スマートフォン・アプリケーションとの同期などユーザー・インターフェースの向上や、SNSの要素の導入により参加者を飛躍的に伸ばし、2015年には月間560万件以上の報告を集めるに至っている。
AndroidアプリのSapelliはデータ収集・共有のためのプラットフォームで、ICTの経験に乏しい非識字者や無文字言語話者を特に対象として設計されている。
市民科学を題材とする全四回のシリーズ、The Crowd and the Cloud（『群衆とクラウド』）は2017年4月に米国でテレビ放映された。作中では、普通の市民がスマートフォン、コンピュータやモバイル技術を駆使して科学研究に参加するという21世紀的な科学の方法が紹介された。また職業科学者が人間の知識を前進させる上で市民科学がどのような役に立っているか、そしてそれが新しい発見やイノベーションをどれほど加速させているかが伝えられた。同作はアメリカ国立科学財団が支援する研究に基づくものである。

## 各国における事例

### 日本
1992年から活動しているNPO法人、市民科学研究室は、専門家ではなく市民が主体となって科学活動に関与していくことを目指す団体である。
日本において、生態学の分野で明確な科学的成果が挙げられた先駆的な事例は、東京大学保全生態学研究室が設置したウェブサイト「セイヨウ情勢」である。同サイトでは、2006年から外来種セイヨウオオマルハナバチの分布情報を一般のモニターから募り始めた。このようなウェブベースの市民科学プロジェクトが公的機関、NPO法人などの団体によって実施される例は2010年代に増加した。
東京大学のカブリ数物連携宇宙研究機構は、天体観測画像から重力レンズ効果を視認で識別する市民科学プロジェクトSpace Warpsを運営している。同プロジェクトはズーニバースに参加している。

### アフリカ
ズーニバースのウェブサイトにはアフリカの市民科学プロジェクトがいくつかホスティングされている。スナップショット・セレンゲティ、ワイルドカム・ゴロンゴーザ、ジャングル・リズムなどは一例である。
2016年6月、東アフリカの市民科学専門家がケニアのナイロビに集まり、熱帯生物学協会（TBA）が生態学及び水文学センター（CEH）と共同で主催するシンポジウムに出席した。シンポジウムの目的は「東アフリカで成長しつつある市民科学への関心と専門知識を集め、新しいアイディアやコラボレーションを生み出す」というものであった。TBAのロージー・トリヴィリアンは以下のように述べている。「アフリカの生物種の現状と直面している脅威について、私たちはさらに知識を得なければなりません。それは科学者だけではできないことです。それに、市民科学はとても効果的に人々を自然とつながらせ、多くの人々を保存活動に引き入れることができます」
西アフリカでは、エボラ出血熱の近年の流行とその終息の中で市民科学の寄与があった。「地域社会は既成の文化的観念によらずにこの病気のリスクを評価する方法を学んだ。疫学的な事実がはっきりするにつれて、地域社会は経験論に基づいて、既存の文化的規範を再考したり、一時的に棚上げしたり、変更したりした」「市民科学はエボラに襲われたこれら三カ国の全てに根付いた。保健制度の再構築に注がれている国際的援助のうち、ほんの一部でも市民科学の支援に向けられれば、エボラの流行で亡くなった人々への適切な手向けとなるかもしれない」

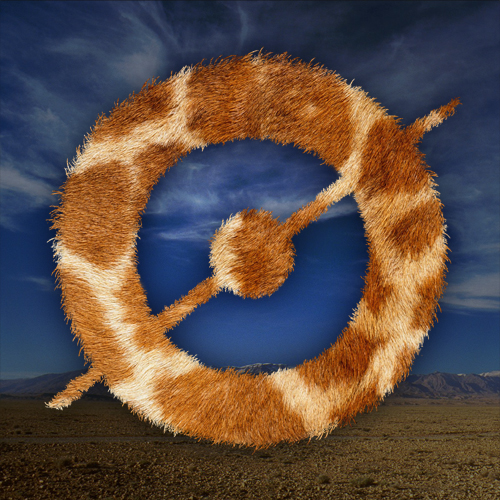
スナップショット・セレンゲティはタンザニアのセレンゲティ国立公園で動物の分類を行っている。

南アフリカ共和国
南アフリカ共和国における市民科学プロジェクトには、「厳しい気候にさらされている社会において、水の安全保障のための流域管理を強化する一助となる」とされる河川評価採点システム（miniSASS）がある。また同国では、「公衆の一員である「市民科学者」が、プレトリア大学の研究者と協力してフィンボスに生息するエキビョウキンの種の同定を行っている」
ナイジェリア
ナイジェリアには「鳥類についてのアイディアを交換し、知識を分け合い、鳥類と生物多様性の保護に主体的にかかわる」ことを目的とするイバダン・バード・クラブがある。
ナミビア
ナミビアには「キリンに関するオンラインの市民科学プラットフォームを提供するプロジェクト」であるGiraffe Spotter.orgがある。
コンゴ共和国
コンゴ共和国では、先住民族である「ムベンジェレ族にとって価値がある樹木を木材会社に伐採されないようにする」ため、彼らの土地の地図が作成されてきた。ムベンジェレ族はAndroidのオープンソース・アプリケーションSapelliを用いて「部族の土地の地図を作り、彼らにとって重要な木々をハイライトする。薬用植物として有用な、あるいは宗教的な意味を持つ木々である。コンゴ木材工業社は記録された樹木を伐採予定から取り除く。またムベンジェレ族は違法な伐採行為や密猟の記録も行っている」。

### 南アメリカ

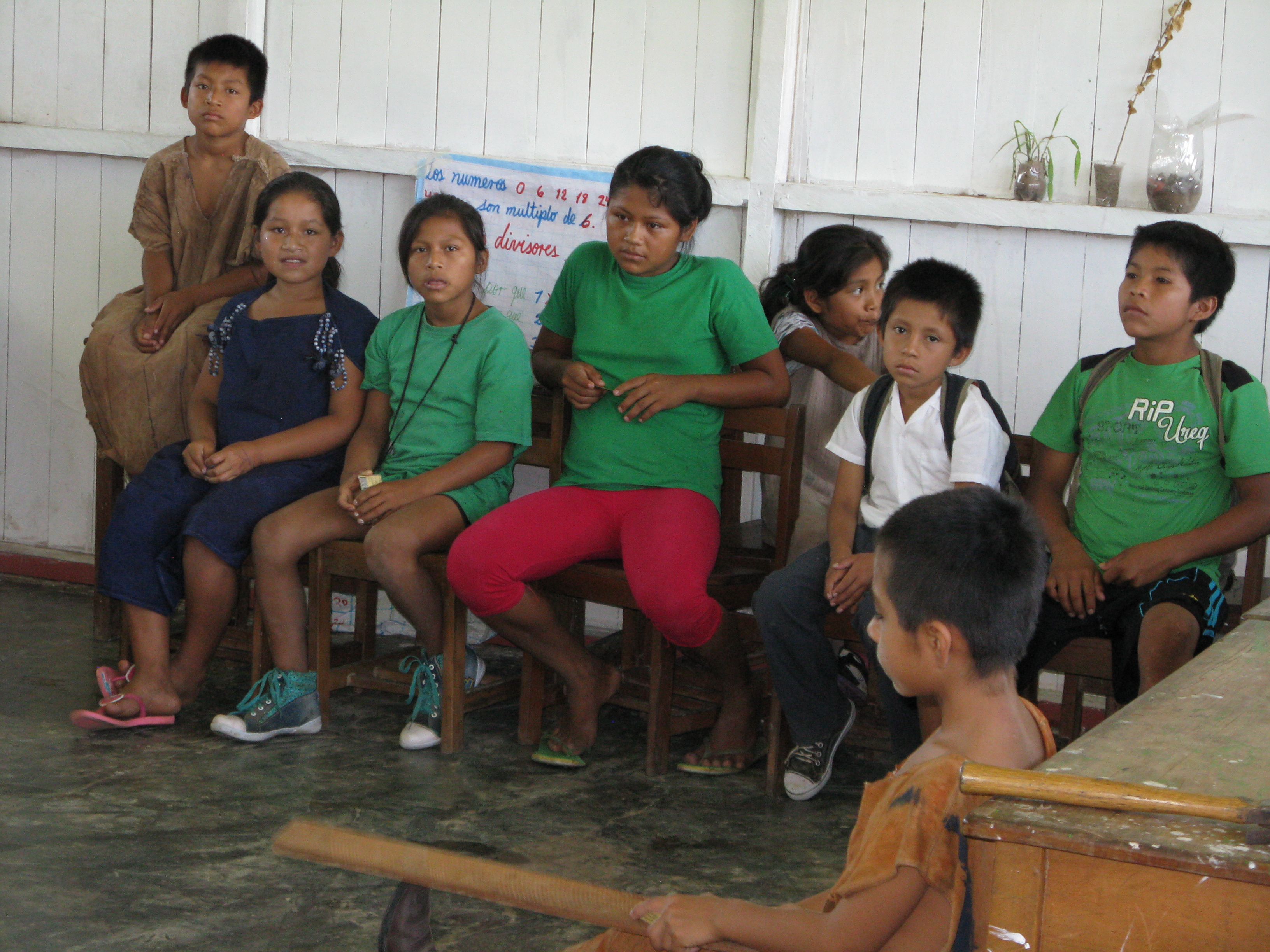
アシャニンカ族の生徒たち。

2010年に発足した太平洋生物多様性研究所（PBI）は、南米の未開地が世界の生物多様性にどの程度貢献しているかを評価し、その情報を広く共有することを目的として、市民科学者の協力のもとで道路の通っていない未開地の地図を作ろうとしている。
2015年、ブラジルとペルーの国境に位置するアピウトゥクサ村のアシャニンカ族は、AndroidアプリSapelliを用いて土地のモニタリングを行い始めた。アシャニンカ族は「歴史上、疫病や搾取、移住の強要に見舞われてきたが、今日でもなお伐木業者や猟師による違法な侵入に直面している。このモニタリング・プロジェクトは、ブラジルのカンパ・ド・リオ・アモーニア先住民自治区に住むアピウトゥクサ・アシャニンカ族が、いかにしてスマートフォンや現代技術によるツールを用いて効率的に違法侵入のモニタリングを始めたかを示している」
アルゼンチン
アルゼンチンでは、以下の2つのようなAndroidアプリケーションが市民科学活動のために用いられる。
1. AppEARは陸水学研究所[† 22]で開発され、2016年5月に公開された[148]。開発者はホアキン・コーチマン[† 23]。モバイル機器ユーザーが共同して水界生態系研究のデータ収集を行うためのアプリケーションである[148]。コーチマンは述べている。「アルゼンチンで市民科学は盛んではない。天文学の特定の問題を対象にするものがいくつかあるだけだ。我々のプロジェクトが最初のものだ。そして、データの集中化に協力してくれるボランティアはアルゼンチン各地にいる。これは素晴らしいことだ、こういうことは、多くの人々が能動的かつ自発的に参加しなければいけない」[148]
2. 2013年に公開されたeBirdはこれまで鳥類965種の同定に用いられてきた[149]。eBirdは鳥類学の研究拠点として名高いアメリカのコーネル大学鳥類学研究所によって開発・運営が行われており、近年アルゼンチンの科学・技術生産革新省の支援のもとで現地化が行われた[149]。

ブラジル
ブラジルのプロジェクトには以下の例がある。
1. モバイル・アプリケーションとして提供される市民科学プラットフォーム、MissionsはIBMのサンパウロ研究所がブラジル環境省の協力の下で開発した[150]。環境省が2010年に熱帯雨林データの中央管理機関を設立する方法を探してIBMに接触した際、サンパウロIBM研究所のチームリーダーであるセルジオ・ボルジェルはクラウドソーシングにもとづくアプローチを考え出した[150]。このアプリのユーザーは、植物種やその器官の写真をアップロードし、色やサイズなどの特徴を入力し、カタログ写真と比べて分類することができる。分類の結果はクラウドソーシングでレーティングを受ける[150]。
2. エクソス・シチズン・サイエンスは国境なき天文学者団[† 24]の一員で、南天の新しい流星と放射点を調査するのが目的である[151]。ユーザーは画像をウェブページにアップロードしたり、YouTubeへのリンクを貼ることで発見した火球の報告を行なう[151]。パンタナルに生息するジャガー。ブラジルの生物多様性の一例。

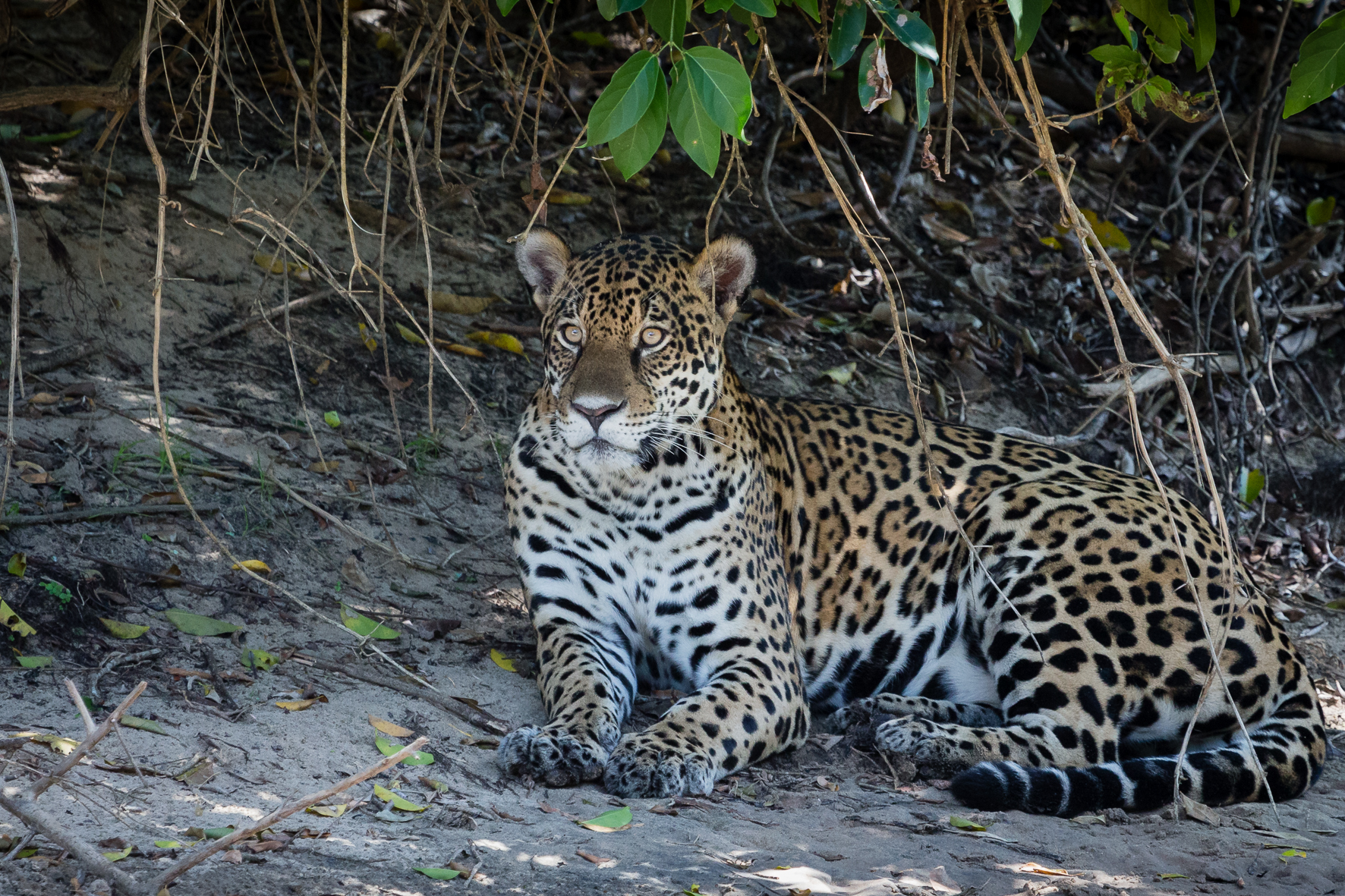
パンタナルに生息するジャガー。ブラジルの生物多様性の一例。

3. 2014年に発足したブラジル生物多様性情報システム（SiBBr[† 25]）は「同国の生物多様性に関する情報の公開・統合・公開・利用を奨励し、支援を行う」ことを目指している[152]。当初の目標は「2016年末までに、ブラジルおよび国外に生息する生物種の出現記録250万件を集めること」であったが、2015年末の予測では翌年中に記録が900万件に達する見込みであった。ブラジル科学技術通信省のアンドレア・ポルテーラは語った。「2016年には市民科学が始まります。新しいツールを使えば誰でも、専門知識がなくても、参加することができます。社会との連携はいっそう深まるでしょう。このプラットフォームによって、人々の交流はより盛んになり、ブラジルの生き物たちに貢献したり自分の意見を述べることが容易になります」[152]
4. ブラジル海洋メガファウナプロジェクト[† 26]は欧州市民科学協会と共同で、海洋生物が抱えている問題や、環境汚染や天然資源の乱用について社会の意識を高めようとしている[153]。当初はオニイトマキエイ属のモニタリングプロジェクトとして始まったが、現在ではジンベエザメも対象に含めるようになり、サントス地区の学童やダイバーへの啓発活動も行っている[153]。ダイバーが海洋巨大生物を識別できるようにライブストリーミング講習を開講するなどのソーシャルメディア活動も行っている[153]。
5. ドイツのライプニッツ農地研究センター[† 27]によって開発されたスマートフォンアプリPlantixは、ブラジルの農家が作物の病害を速やかに発見し、効果的に対処するために役立っている[154][リンク切れ]。ブラジルは農産物の輸出大国だが、作物の10から30%は病害で失われる[154]。「現在データベースには発生頻度が高い病害虫175種と4万枚の写真が載せられている。アプリの識別アルゴリズムは写真が増えることに精度が増し、一つの病害に約500枚の写真が集められれば識別成功率は90%を超える」という[154]。
6. ブラジルの大西洋岸森林地帯において、土壌の遺伝子資源をマッピングしようという取り組みが進んでいる[155]。ブラジル地域は潜在的な有用性を持つ細菌遺伝子が特に豊富であり、ロックフェラー大学を拠点とするドラッグズ・フロム・ダート・プロジェクト（「土から薬」プロジェクト）は新種の抗生物質を産出する細菌を土壌から抽出しようとしている[155]。同プロジェクトが保有する土壌試料185点のうちおよそ4分の1が市民科学者の採取によるもので、市民科学者の貢献はプロジェクトの運用に不可欠だという[155]。

チリ
チリの市民科学プロジェクトには以下のような例がある（サイトの一部はスペイン語）。
1. 生命科学財団[† 28]の科学者とともに、がん治療の試験を行う[156]。
2. チリ固有のマルハナバチの個体数をモニタリングする[157]。
3. テントウムシの外来種 "Chinita arlequín" のモニタリング[158]。
4. 雨水データの収集[159]。
5. 様々なハエ目の授粉媒介者の個体数をモニタリングする[160]。
6. メバル科の様々な種に関する豊度や分布の情報とフィールドデータを提供する[161]。

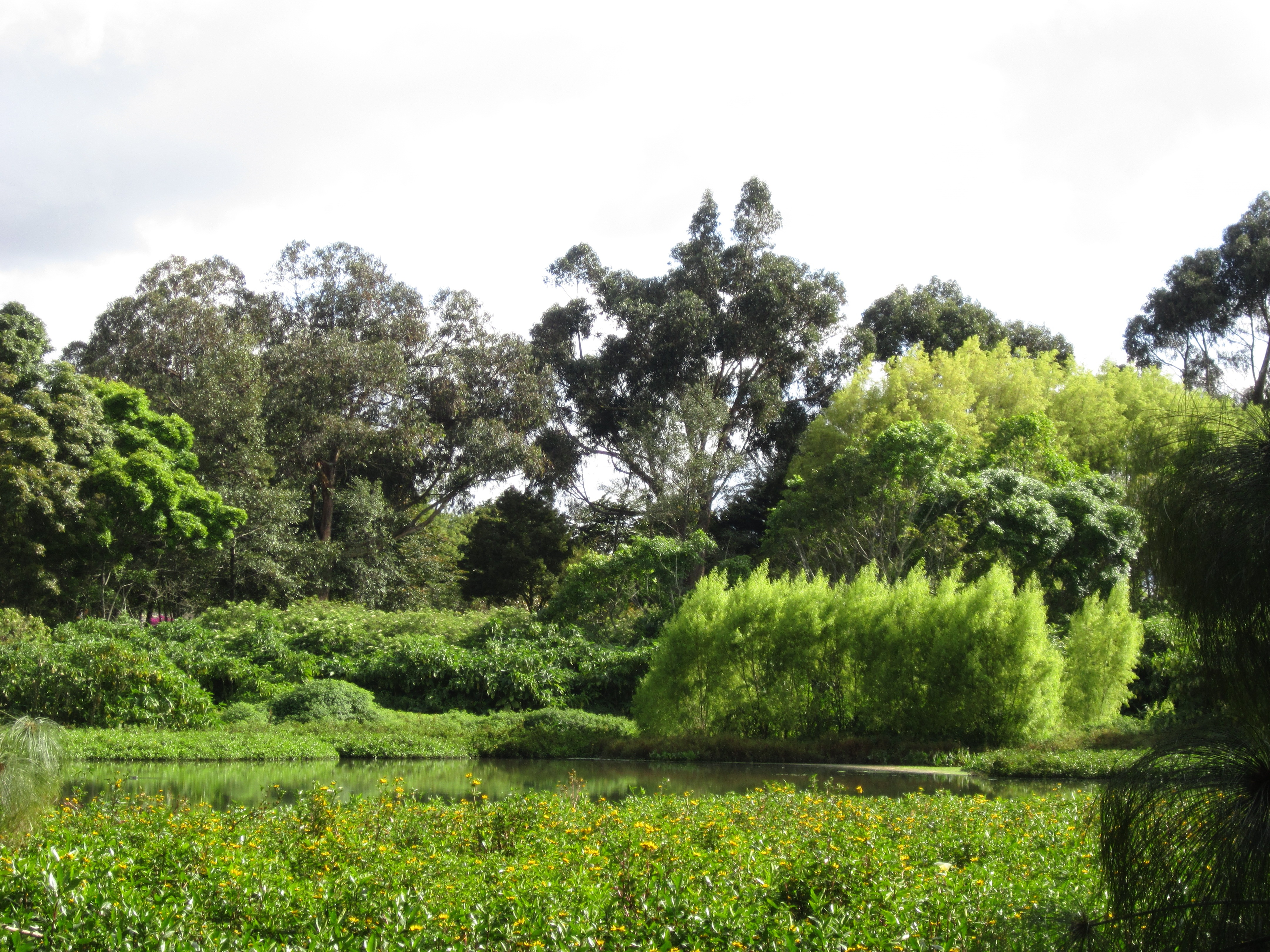
コロンビア、コルドバ湿地。

コロンビア
コロンビアのプロジェクトの例（一部のサイトはスペイン語）。
1. フンボルト研究所と教育・環境保護協会[† 29]によるコミュニケーションズ・プロジェクトは、生物多様性の豊かなボゴタのコルドバ湿地、エル・ブッロ湿地でいくつかのプロジェクトを実施している[162][163]。
2. コロンビア・オープン／コラボレーティブ・サイエンス・プロジェクト[† 30]は、リサラルダ県モデル森林における地域環境がどのように気候変動に順応しているかの研究に一般市民の参加を求めている。最初の会合はオトゥン・キンバヤ植物相・動物相サンクチュアリおいて行われた[164]。
3. ブカラマンガ市を拠点とするシチズン・ネットワーク・環境モニタリング (CLUSTER) は、若年の生徒にデータサイエンスを経験させることを目指し、フリーソフトとオープンソースハードウェアデータを集めたオープン・リポジトリを利用してウェザー・ステーションを作製する講習会を開いた[165]。
4. 生物多様性シンポジウムは市民科学ツールiNaturalistをコロンビアで使用することを決定した[166]
5. シンキ・アマゾニック科学研究所[† 31]は、アマゾンの民族集団に対し、天然資源の管理に関する知識や価値観、技術を発達・普及させようとしている。この研究は参加型アクション・リサーチの枠組みの利用を推進し、参加型コミュニティを振興すると考えられる[167]。

## 会議
初めての「科学研究への公衆の参加に関する会議」は2012年8月に米国オレゴン州ポートランドで開催された。そこでの議論をもとに最初の国際学会（市民科学協会、CSA）が設立された。市民科学協会は2015年2月にカリフォルニア州サンノゼにおいて、アメリカ科学振興協会の年会と合同で最初の市民科学会議を開いた。2017年5月にはミネソタ州セントポールでCitSci2017を開催した。出席者は600人を超えた。次回のCitSciは2019年5月に開催予定である。
現在では、市民科学は大きな学会でテーマとして取り上げられることが多くなった。アメリカ地球物理学連合の年会はその一例である。
2010年以来、ジュネーブのシチズン・サイバーサイエンス・センターはシチズン・サイバーサイエンス・サミットを隔年で主催している。
2015年1月、チューリッヒ工科大学とチューリッヒ大学は「市民科学の課題と可能性」についての国際会議を共同開催した。
市民科学プロジェクトのプラットフォームである「ウスタライヒ・フォルシュト」 は2015年から毎年オーストリアで市民科学会議を開催している。